# Korpisaari (ö i Finland, Mellersta Finland, Äänekoski, lat 62,60, long 25,81)
Korpisaari är en ö i Finland. Den ligger i sjön Sumiainen och i kommunen Äänekoski i den ekonomiska regionen  Äänekoski ekonomiska region  och landskapet Mellersta Finland, i den centrala delen av landet, 270 km norr om huvudstaden Helsingfors. Öns area är 4,6 hektar och dess största längd är 0,5 kilometer i nord-sydlig riktning.